# 100-Meilen-Rennen von Road Atlanta 1981

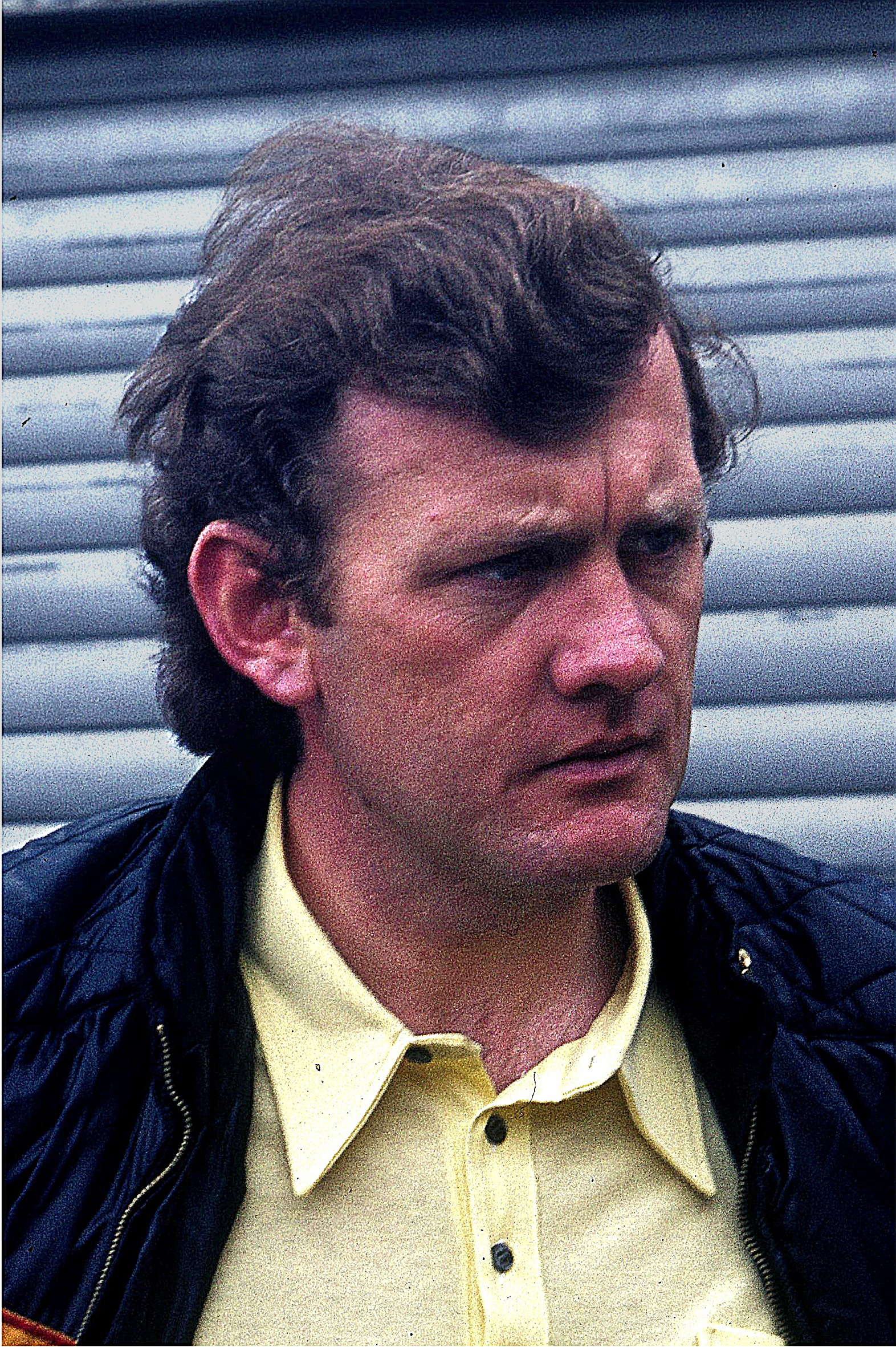
Rennsieger John Fitzpatrick

Das 100-Meilen-Rennen von Road Atlanta 1981, auch Road Atlanta Camel GT (Camel GTU), Road Atlanta, fand am 12. April dieses Jahres auf dem Rundkurs von Road Atlanta statt. Das Rennen war der vierte Lauf der IMSA-GTP-Serie 1981.

## Das Rennen
Das Rennen in Road Atlanta war der vierte Wertungslauf der neu geschaffenen IMSA-GTP-Serie. Das erste Saisonrennen, das 24-Stunden-Rennen von Daytona, das wie das folgende 12-Stunden-Rennen von Sebring auch zur Sportwagen-Weltmeisterschaft dieses Jahres zählte, endete mit dem Gesamtsieg von Bob Garretson, Bobby Rahal und Brian Redman im Porsche 935K3. In Sebring gewannen Hurley Haywood, Al Holbert und Bruce Leven, die ebenfalls einen Porsche 935 pilotierten. Am Tag des 100-Meilen-Rennes fand im Vorprogramm der dritte Saisonlauf statt, der nur zur GTU-Klasse zählte. Dabei blieb Walt Bohren auf einem Mazda RX-7 siegreich.
Mit einer Fahrzeit des Siegers John Fitzpatrick von 0:56:05,984 Minuten war die Renndauer für die 40 Runden nur unwesentlich länger als beim GTU-Rennen, wo War Bohren für 30 Runden 0:46:35,140 Minuten benötigte. Das lag vor allem am weitaus höheren Rennschnitt gegenüber der GTU-Klasse. Der Zieleinlauf war allerdings denkbar knapp; Fitzpatrick hatte den minimalen Vorsprung von 0,144 Sekunden auf Klaus Ludwig, der einen Ford Mustang Turbo fuhr.

## Ergebnisse

### Schlussklassement
| 1           | GTX | 1  | John Fitzpatrick                  | John Fitzpatrick         | Porsche 935K3/80    | 40 |
| 2           | GTX | 6  | Bill Scott Racing                 | Klaus Ludwig             | Ford Mustang Turbo  | 40 |
| 3           | GTX | 90 | Cooke Woods Racing Garretson Ent. | Bobby Rahal              | Porsche 935K3       | 40 |
| 4           | GTX | 00 | Interscope Racing                 | Danny Ongais             | Porsche 935K3/80    | 40 |
| 5           | GTX | 95 | Dale Whittington                  | Dale Whittington         | Porsche 935K3       | 40 |
| 6           | GTX | 86 | Bayside Disposal Racing           | Hurley Haywood           | Porsche 935/80      | 40 |
| 7           | GTX | 0  | Interscope Racing                 | Ted Field                | Porsche 935K3/80    | 39 |
| 8           | GTX | 30 | Momo Penthouse                    | Giampiero Moretti        | Porsche 935J        | 39 |
| 9           | GTX | 33 | Bob Sharp Racing                  | Paul Newman              | Datsun 280ZX        | 38 |
| 10          | GTO | 25 | Red Lobster Racing                | Dave Cowart              | BMW M1              | 37 |
| 11          | GTX | 09 | Preston Henn                      | Preston Henn Marty Hinze | Porsche 935K3       | 36 |
| 12          | GTX | 68 | USA Racing                        | Richard Valentine        | Chevrolet Corvette  | 36 |
| 13          | GTO | 31 | Midwest Team Corvette             | Larry Trotter            | Chevrolet Corvette  | 36 |
| 14          | GTO | 40 | David Deacon                      | David Deacon             | BMW M1              | 36 |
| 15          | GTO | 48 | Dynasales                         | John Carusso             | Chevrolet Corvette  | 36 |
| 16          | GTO | 04 | Rene Rodriguez                    | Rene Rodriguez           | Porsche Carrera RSR | 36 |
| 17          | GTO | 05 | Tico Almeida                      | Tico Almeida             | Porsche Carrera RSR | 35 |
| 18          | GTO | 28 | NTS Racing                        | Sam Posey                | Datsun 280ZX        | 35 |
| 19          | GTO | 21 | Lloyd Frink                       | Lloyd Frink              | Chevrolet Corvette  | 35 |
| 20          | GTO | 29 | NTS Racing                        | Fred Stiff               | Datsun 280ZX        | 34 |
| Ausgefallen |     |    |                                   |                          |                     |    |
| 21          | GTX | 8  | JLP Racing                        | John Paul junior         | Porsche 935 JLP-3   | 39 |
| 22          | GTX | 94 | Bill Whittington                  | Bill Whittington         | Porsche 935K3       | 36 |
| 23          | GTO | 06 | Bill Wink                         | Bill Wink                | Chevrolet Corvette  | 27 |
| 24          | GTO | 42 | Joe Cotrone                       | Joe Cotrone              | Chevrolet Corvette  | 26 |

### Nur in der Meldeliste
Hier finden sich Teams, Fahrer und Fahrzeuge, die ursprünglich für das Rennen gemeldet waren, aber aus den unterschiedlichsten Gründen daran nicht teilnahmen.
| Pos. | Klasse | Nr. | Team             | Fahrer                     | Chassis             |
| ---- | ------ | --- | ---------------- | -------------------------- | ------------------- |
| 25   | GTO    | 01  | Electrodyne      | Chester Vincentz           | Porsche 934         |
| 26   | GTX    | 2   | Marty Hinze      | Marty Hinze                | Porsche 935         |
| 27   | GTX    | 5   | Bob Akin         | Bob Akin                   | Porsche 935         |
| 28   | GTO    | 15  | Doug Lutz        | Doug Lutz Dave Panaccione  | Porsche Carrera RSR |
| 29   | GTO    | 34  | George Drolsom   | George Drolsom             | Porsche 924 Turbo   |
| 30   | GTO    | 47  | Bob McGraw       | Bob McGraw                 | Chevrolet Monza     |
| 31   | GTO    | 61  | C. C. Canada     | C. C. Canada Harry Cochran | Chevrolet Corvette  |
| 32   | GTX    | 72  | Del Russo Taylor | Del Russo Taylor           | Chevron GTP         |

### Klassensieger
| Klasse | Fahrer           | Fahrzeug         | Platzierung im Gesamtklassement |
| ------ | ---------------- | ---------------- | ------------------------------- |
| GTX    | John Fitzpatrick | Porsche 935K3/80 | Gesamtsieg                      |
| GTO    | Paul Newman      | Datsun 280ZX     | Rang 9                          |

### Renndaten
- Gemeldet: 32
- Gestartet: 24
- Gewertet: 20
- Rennklassen: 2
- Zuschauer: unbekannt
- Wetter am Renntag: unbekannt
- Streckenlänge: 4,055 km
- Fahrzeit des Siegerteams: 0:46:35,140 Stunden
- Gesamtrunden des Siegerteams: 40
- Gesamtdistanz des Siegerteams: 162,222 km
- Siegerschnitt: 173,500 km/h
- Pole Position: John Paul junior – Porsche 935 JLP-3 (#8) – 1:18,122 – 186,887 km/h
- Schnellste Rennrunde: John Paul junior – Porsche 935 JLP-3 (#8) – 1:20,000 – 182,500 km/h
- Rennserie: 4. Lauf zur IMSA-GTP-Serie 1981